# کارمت (کالیفرنیا)
کارمت (به انگلیسی: Carmet) یک منطقهٔ مسکونی در ایالات متحده آمریکا است که در کالیفرنیا واقع شده‌است. کارمت ۰٫۷۴۲ کیلومتر مربع مساحت و ۴۷ نفر جمعیت دارد و ۵۴٫۸۶ متر بالاتر از سطح دریا واقع شده‌است.